# Vidal Bruján
Vidal Bruján (San Pedro de Macorís, República Dominicana, 9 de febrero de 1998) es un jugador profesional dominicano de béisbol que se desempeña en la posición de segunda base en Chicago Cubs, equipo de las Grandes Ligas de Béisbol (MLB).

## Carrera
Bruján hizo su debut en la MLB con el equipo Tampa Bay Rays, en el cual jugó tres temporadas (2021-2023), después pasó a Miami Marlins (2024), posteriormente a Chicago Cubs.